# Ricardo Julio Villa
Ricardo Julio Villa (Roque Pérez, Buenos Aires; 18 de agosto de 1952) es un exfutbolista argentino que jugaba como mediocampista. Fue campeón del mundo con la selección Argentina en el mundial de 1978. 
Jugo un amistoso contra el club EFIL de lobos y enfrento al gran Jose Luis Avena, con amplia trayectoria en el fútbol grande de argentina  

## Carrera

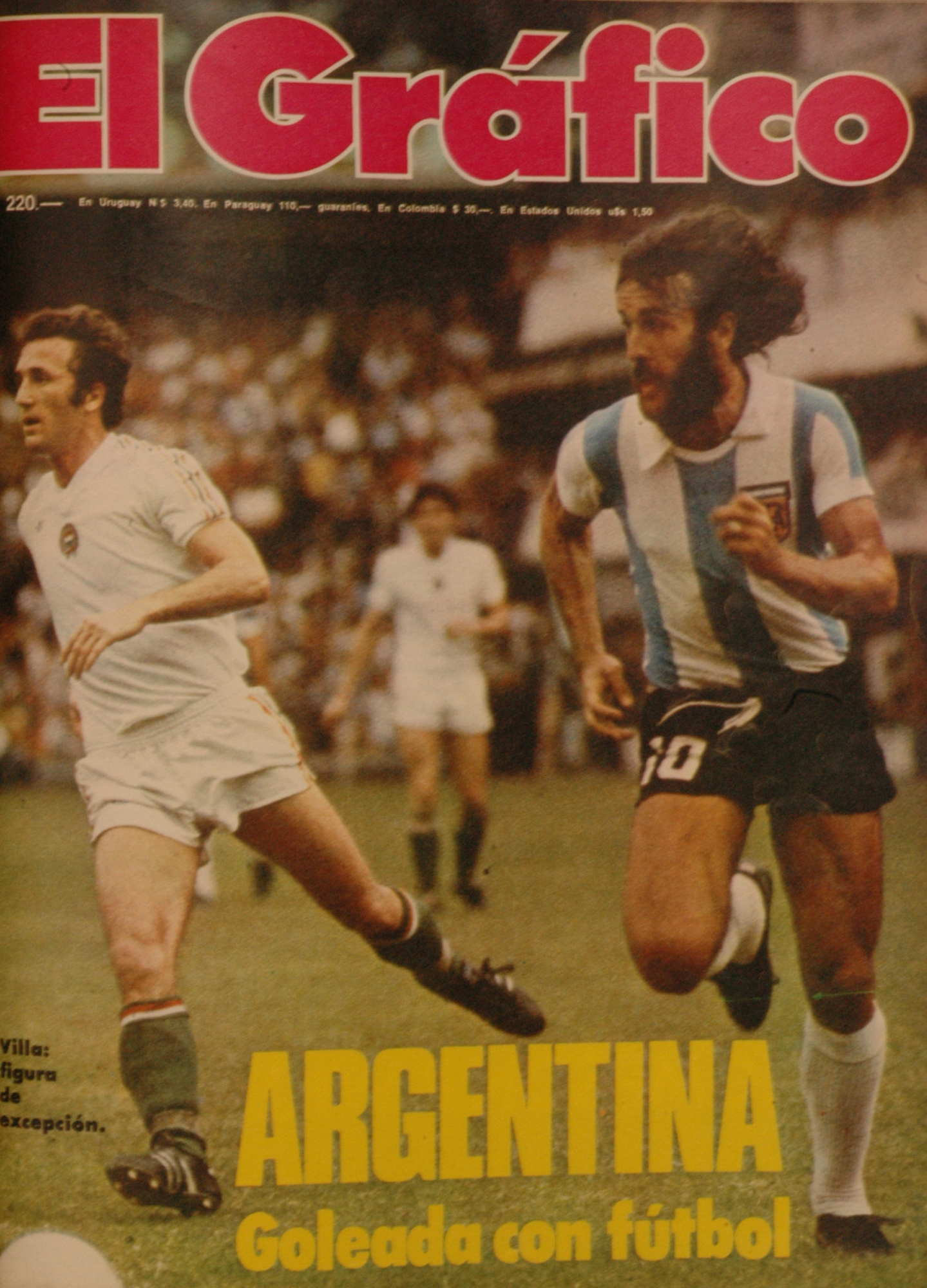
Villa con la selección argentina en 1977.

Jugó para Quilmes, Atlético Tucumán y Racing Club. Junto con Osvaldo Ardiles, fue fichado por el Tottenham Hotspur, de Inglaterra, después del éxito de la selección argentina en el Mundial de 1978. 
En White Hart Lane Villa marcó un gol contra Nottingham Forest en su debut. Anotó 18 goles en 133 apariciones en los Spurs. Pero su gol más recordado fue el de la victoria contra Manchester City, para conseguir la FA Cup en 1981 –por el que ganó el premio al mejor gol en Wembley en el siglo–. También había abierto el marcador en el minuto 8 de esa final. Hoy en día, fanáticos de los Spurs aún recuerdan la contribución única de "Ricky" con camisetas con su rostro hirsuto transformado en "Che" Guevara.
Villa también jugó en Estados Unidos y Colombia antes de terminar su carrera en Argentina jugando para Defensa y Justicia, equipo que militaba en el Nacional B (hoy conocida como la B Nacional -segunda división del fútbol argentino-) y que hoy compite en el torneo de Primera División.
Villa también representó a Argentina en la edición de 1991 de la Copa Mundial Masters, anotando en la primera ronda contra la selección de Inglaterra. 
Se dedicó a la política durante la década de 1990, pero desde julio de 2005 ha sido el secretario técnico de Talleres de Córdoba. Reside en Villa Carlos Paz, provincia de Córdoba, con su esposa y cuatro hijos. En noviembre de 2007, fue anunciado por la FIFA que todos los miembros de los equipos ganadores de la Copa Mundial antes de 1982 recibirían medallas, lo que incluía a Villa, como ganador de la Copa del Mundo de 1978. 
El 7 de febrero de 2008, "Ricky" Villa junto con su compatriota Osvaldo Ardiles fueron incluido en el Salón de la Fama del Tottenham Hotspur.
En 1999 fue director técnico de Tigre. En el club de Victoria dirigió 12 encuentros.

## Trayectoria como jugador
| Club                     | País           | Año       |
| ------------------------ | -------------- | --------- |
| Quilmes                  | Argentina      | 1970-1972 |
| Atlético Tucumán         | Argentina      | 1973-1977 |
| Racing Club              | Argentina      | 1977-1978 |
| Tottenham Hotspur        | Inglaterra     | 1978-1983 |
| Fort Lauderdale Strikers | Estados Unidos | 1983      |
| Deportivo Cali           | Colombia       | 1984-1985 |
| Defensa y Justicia       | Argentina      | 1986-1989 |

## Palmarés

### Campeonatos nacionales
| Título         | Selección         | Sede    | Año     |
| -------------- | ----------------- | ------- | ------- |
| Copa FA        | Tottenham Hotspur | Londres | 1980/81 |
| Charity Shield | Tottenham Hotspur | Londres | 1981    |
| Copa FA        | Tottenham Hotspur | Londres | 1981/82 |

### Campeonatos internacionales
| Título                  | Selección | Sede         | Año  |
| ----------------------- | --------- | ------------ | ---- |
| Copa Mundial de la FIFA | Argentina | Buenos Aires | 1978 |